# Raków (Kielce)
Pour les articles homonymes, voir Raków.
Raków est un village de la voïvodie de Sainte-Croix et du powiat de Kielce. Il est le siège de la gmina de Raków et comptait 1 174 habitants en 2008.

## Histoire
La ville de Raków est fondée en 1569 par le castellan de Żarnów, Jan Sienieński. Le nom du village vient des armoiries Warnia (en) de l'épouse de Sienieński Jadwiga Gnoińskia.
Sous l'impulsion de Sienieński, la bourgade devient le fief des réformateurs de la Petite Église polonaise, protestants de théologie unitarienne, appelés aussi sociniens ou ariens. Les synodes des Frères s'y tiennent régulièrement, rassemblant jusqu'à 400 délégués auxquels se joignent de nombreux étrangers, hongrois, allemands, tchèques, hollandais et même français. Une grande église y est édifiée.
Mais c'est surtout à son imprimerie et à son académie (de) que la ville de Raków, seule localité peuplée uniquement d'antitrinitaires, devra son renom et ses surnoms de « Jérusalem sarmate » ou de « Genève arienne ». 
C'est ici que l'on rédige en 1605 le célèbre Catéchisme de Rakow (de) dit aussi racovien. L'Académie donne une éducation universitaire très réputée, si bien que plus de mille étudiants s'y pressent, y compris des calvinistes et des catholiques. Les études durent cinq ans. Elle comprennent la théologie, une solide formation morale, les mathématiques, les sciences naturelles et aussi les travaux manuels. L'astronomie y a une place notable. Jan Licinius, Walenty Smalc, Jan Crell,  Piotr Stoiński, Mathurin Cordier, Joachim Stegmann et d'autres éminents scientifiques veillent sur l'Académie et écrivent ses manuels.
Les presses de Raków viennent de Cracovie. On estime à 255 le nombre de volumes publiés. C'est surtout toute l'œuvre de Socin et de ses disciples : Hieronim Moskorzowski, Samuel Przypkowski, Andrzej Wiszowaty, Jan Schlichting, Jan Crell, Jan Völkel, Joachim Stegmann, etc. Ces volumes sont colportés dans toute l'Europe et influencent allemands, hollandais et anglais, même après la disparition de l'Église des Frères polonais.
L'Académie est dissoute en 1638. Expulsés de la ville en 1643, les Frères polonais émigrent en Transylvanie.

## Source
Marie-Nicolas Bouillet  et Alexis Chassang (dir.), « Raków (Kielce) » dans Dictionnaire universel d’histoire et de géographie, 1878 (lire sur Wikisource)